# ایکاوا، شیزوئوکا
ایکاوا، شیزوئوکا (به لاتین: Ikawa) یک منطقهٔ مسکونی در ژاپن است که در Chūbu region (Tōkai region) واقع شده‌است. ایکاوا ۲٬۴۷۱ نفر جمعیت دارد.